# Simon (Gewehrgranate)
SIMON ist eine Gewehrgranate, die von Rafael in Israel entwickelt wurde. Diese Granate wird zur militärischen Notfalltüröffnung verwendet. Sie ist dafür ausgelegt möglichst wenig Begleitschaden auf beiden Seiten der Tür anzurichten, um sowohl die angreifenden Einheit als auch z. B. Geiseln nicht zu gefährden. Die Granate ist zur Verwendung mit 5,56-mm-Gewehren vorgesehen, wie dem M4-Karabiner.

## Technik

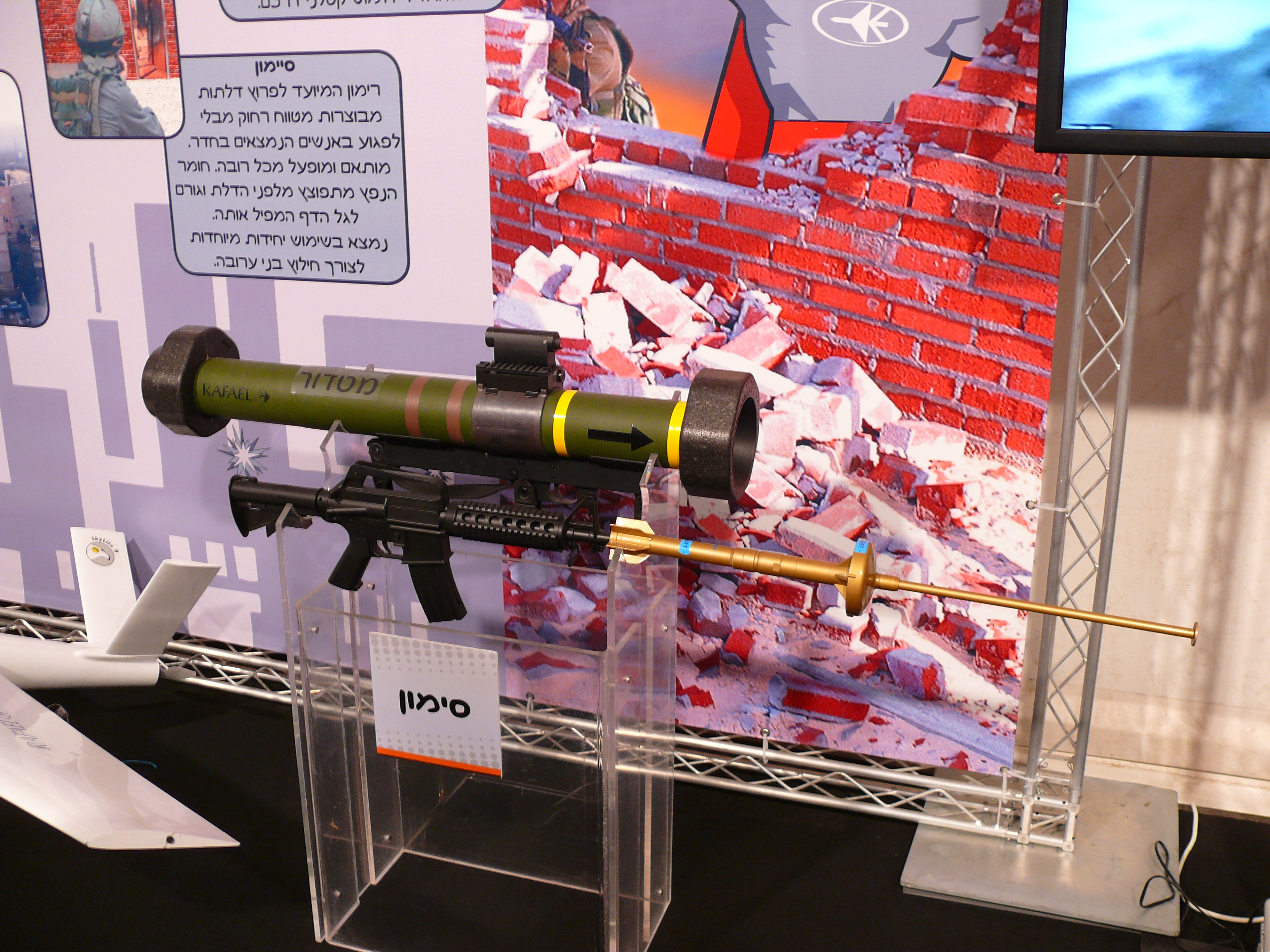
Matador (oben) und SIMON (unten), beide können zur Türöffnung im Rahmen des Orts- und Häuserkampfes eingesetzt werden

Die Granate besteht hinten aus einem Kugelfang, der über die Gewehrmündung geschoben wird, welcher auch durch Stabilisierungflügel für eine gerade Flugbahn sorgt. Der besonders geformte Mittelteil aus Kunststoff nimmt den Sprengstoff auf, vorne befindet sich ein Abstandsrohr. Das Abstandsrohr muss vor dem Abschuss auf das Mittelteil aufgeschraubt werden. Der Aufschlagzünder wird zur Sicherheit erst nach einer gewissen Zeit bzw. Flugstrecke scharf. Die Granate wird durch eine herkömmliche Gewehrkugel und Mündungsgase beschleunigt, erreicht eine maximale Reichweite von 30 Metern und zündet beim Auftreffen des Abstandsrohrs auf die Tür. Durch das Abstandsrohr wird die Detonationswelle des Sprengstoffs PBXN-109 auf eine größtmögliche Fläche der Tür verteilt, so dass nicht auf Scharniere oder Schlösser der Tür gezielt werden muss. Das Gewehr des Schützen ist sofort nach dem Abschuss für den gewöhnlichen Einsatz betriebsbereit.
Die SIMON-Übungsgranaten enthalten keinen Sprengstoff und werden mittels Platzpatronen abgeschossen. Sie sind wiederverwendbar aber das Abstandsrohr muss ausgetauscht werden.

## Technische Daten
|                       | Simon 150 | Simon 120 |
| --------------------- | --------- | --------- |
| Gewicht Sprengstoff   | 150 g     | 120 g     |
| Gesamtgewicht         | 680 g     | 620 g     |
| Länge Abstandsrohr    | 400 mm    | 400 mm    |
| Gesamtlänge           | 765 mm    | 765 mm    |
| max. Durchmesser      | 100 mm    | 100 mm    |
| Sicherheitsentfernung | 15 m      | 12,5 m    |

## Varianten
- „SIMON 150“ mit 150 g Ladung.
- „SIMON 120“ mit 120 g Ladung.
- „M100 Grenade Rifle Entry Munition“ (GREM), Variante von SIMON 120 für die U.S. Army.
- „static SIMON“ wird von Hand direkt an der Tür angebracht.[5]

## Nutzer
- Israel: Israelische Verteidigungsstreitkräfte[6]
- Vereinigte Staaten: Die United States Army untersuchte die Simon-Granate im Jahre 2005 und fand sie innovativ. Im November 2007 erfolgte ein Auftrag über $52 Millionen an das Konsortium Rafael und General Dynamics für die M100 GREM (Grenade Rifle Entry Munition).[7] Es handelt sich dabei um eine Variante der „SIMON 120“. Die Änderung betreffen den Zünder sowie einige Maßnahmen zur Steigerung der Verlässlichkeit. Das Auftragsvolumen ging über 8.000 M100 GREM und 50.000 M101 GREM Übungsgranaten. Wegen des großen Rückstoßes hat sich die US Army entschieden die Waffe des Schützen mit einer dämpfenden Schaftkappe auszustatten.[4]
- Kanada[6]
- Vereinigtes Königreich[6]